# Roseboro (Caroline du Nord)
Pour les articles homonymes, voir Roseboro.
Roseboro est une ville du comté de Sampson en Caroline du Nord.
Sa population était de 1 191 habitants en 2010.

## Démographie
| 1900 | 1910 | 1920 | 1930 | 1940 | 1950  |
| ---- | ---- | ---- | ---- | ---- | ----- |
| 63   | 183  | 749  | 768  | 939  | 1 241 |

| 1960  | 1970  | 1980  | 1990  | 2000  | 2010  |
| ----- | ----- | ----- | ----- | ----- | ----- |
| 1 354 | 1 235 | 1 227 | 1 441 | 1 267 | 1 191 |